# Солу
Солу (Со Лу) или Ман Лулан (1049—1084) — махараджа Пагана в 1077—1084 годах. Сын царя Аноратхи.

## Происхождение и приход к власти
Ман Лулан принадлежал к V Паганской династии. Согласно бирманской «Хронике Стеклянного дворца», он был единственным сыном махараджи Пагана Аноратхи и его главной жены-царицы Аггамахеси.
Позднебирманские хроники, содержащие крайне отрицательные оценки как результатов правления Солу, так и его личности, указывают на неблагоприятные знамения, появлявшиеся ещё во времена его младенчества. В частности, «Хроника Стеклянного дворца» рассказывает как при проведении церемонии первого кормления маленький Солу повёл себя непривычным образом, из чего наблюдавшие за процедурой мудрецы заключили, что «во время его правления царский род прервётся».

## Правление
Вступив на престол, Солу принял титул-эпитет Шри Баджрабхаранатрибху пати — «Победитель, несущий молнию» — или, по другим данным, Махараджа Шри Баджрабхарана дева — «Удачливый сияющий божественный махараджа, несущий молнию».
Правление Солу началось с подавления восстания монских городов на юге Паганского царства. В результате похода Солу границы его государства были расширены на юг, до современного мьянманского города Мьей (Мергуи) на южном побережье Андаманского моря. Однако в 1083 году восстание монов на юге вспыхнуло с новой силой под руководством монского принца Янмакана. В следующем году Янмакан в решающем сражении разгромил паганские войска, которыми командовали царь Солу и его военачальник Тилуин Ман. Последнему удалось спастись бегством, а царь Солу был взят в плен монами и вскоре казнён.

## Семья
Союн был женат на Шве-Инти, единственной дочери паганского царя Чанзитты и его главной жены-царицы Абеяданы. Их сын после смерти Чанзитты унаследовал паганский престол под именем Алаунситу.